# Карауловка (Челябинская область)
Карау́ловка — село в Катав-Ивановском районе Челябинской области России. Входит в Серпиевское сельское поселение.

## География
Через село протекает река Симбаш и её притоки ручьи Шаров и Мокрый. Расстояние до районного центра, города Катав-Ивановска, 13 км.

## Население
| 2002 | 2010 |
| ---- | ---- |
| 119  | ↘52  |

Гендерный состав
По данным Всероссийской переписи, в 2010 году численность населения села составляла 52 человека (23 мужчины и 29 женщин).

## Улицы
Уличная сеть села состоит из 5 улиц.